# 三江镇 (汨罗市)
三江镇，中华人民共和国湖南省岳阳市汨罗市下属的一个镇，位于汨罗市东北部。
辖1个社区居委会，21个建制村，总面积131平方千米，总人口3.18万人，镇人民政府驻凤形（原三江镇人民政府驻地）。

## 建制沿革
- 1956年，设三江乡。
- 1958年，属红星公社（后改三江公社）。
- 1961年，析出大荆公社。
- 1984年，改置大荆乡。
- 1995年，改置三江镇。
- 2015年，三江镇、智峰乡、八景乡成建制合并设立三江镇。

## 行政区划
下辖1个社区居委会：
- 凤形社区

下辖21个行政村：
- （原三江镇下辖）湘平村、洪源村、隘口村、花桥村、凤形村、官仲村、落马村、十全村、金桥村、齐心村

- （原智峰乡下辖）桥头村、双春村、汉丰村、青丰村、广联村、新铺村

- （原八景乡下辖）山阳村、智丰村、大同村、三联村、高华村